# Гарбањате (Леко)
Гарбањате је насеље у Италији у округу Леко, региону Ломбардија.
Према процени из 2011. у насељу је живело 1169 становника. Насеље се налази на надморској висини од 288 м.